# Wolfgang Mayrhofer
Wolfgang Mayrhofer, né le 24 mai 1958, est un skipper autrichien.

## Palmarès

### Jeux olympiques
- Médaille d'argent en Finn en 1980[1].